# Интересные времена
«Интересные времена» (англ. Interesting Times) — юмористическое фэнтези известного английского писателя Терри Пратчетта, написано в 1994 году.
Семнадцатая книга из цикла «Плоский мир», пятая книга из цикла о волшебнике Ринсвинде.

## Аннотация
[Предупреждение: поскольку речь в дальнейшем пойдет о крайне щекотливых вопросах, нижеследующая аннотация написана дипломатическим языком.]
Это совсем не новая книжка Терри Пратчетта, и собственно, её никто не ждал. В Анк-Морпорк вовсе не прилетал альбатрос из Агатовой империи и не доставлял письмо с требованием немедленно прислать Великого Волшебника. В результате чего Ринсвинда (очень редкий, вымирающий вид волшебника трусливого) не посылают на Противовесный континент с секретной миссией (абсолютно невыполнимой, тем более что речь идет о Ринсвинде).
Также к повествованию не имеет отношения великий Коэн-Варвар (легенда при жизни, жизнь при легенде), собравший огромную (общим числом — семь человек) Серебряную Орду и движущийся на Гункунг, столицу Агатовой империи (население — около миллиона человек, из них — сорок тысяч стражников).

Да, мы ещё забыли упомянуть про армию невидимых призраков-вампиров (общим числом — два миллиона триста тысяч девять), поддерживающую Коэна, но об этом — тс-с-с… Мы же не хотим, чтобы распространялась паника?

## Сюжет
Древние традиции Агатовой империи подразумевают почти врожденное послушание у своих граждан, так что даже восстание народа оказывается слишком тихим и вежливым, чтобы изменить хоть что-то. Существует древняя легенда о том, что некогда империю помог основать Великий Волшебник, за которым шла неуязвимая Красная Армия. Революционеры ожидают пришествия нового воплощения Великого Волшебника, кандидатуру которого определил при санкции патриция аркканцлер Наверн Чудакулли — им «назначили» многострадального Ринсвинда.
Тем временем легендарный герой Коэн-Варвар решил, при поддержке своих товарищей, назвавшихся Серебряной Ордой, кое-что украсть у агатцев. Для этого ему надо пробраться в столицу империи Гункунг, около которого смерти императора-маразматика с нетерпением ждут несколько владетельных лордов, и особенно некий лорд Хон, известный тем, что все делает безупречно.

## Главные герои
- Ринсвинд
- Двацветок
- Сундук
- Хэвлок Витинари
- Коэн-Варвар
- Волшебники Незримого Университета

## Интересные факты
Название книги является аллюзией к китайскому проклятию «Жить тебе в эпоху перемен».